# Traghetti di Berlino
La rete dei trasporti urbani di Berlino è integrata da alcune linee di traghetti; sei linee del Fährverkehr sono gestite per conto della BVG e quindi integrate nel sistema tariffario.
Inoltre risultano numerose linee di battelli di carattere prevalentemente turistico, principalmente sulla Sprea e sulla Havel nonché alcuni traghetti privati non integrati nel sistema tariffario, come quello per la Pfaueninsel e il traghetto - con trasporto di automobili - tra Hakenfelde e Tegelort.

## Storia
L'inaugurazione del servizio pubblico risale al 1896, quando entrò in esercizio la prima linea dei traghetti, la F11 tra Wilhelmstrand e Baumschulenweg.

Logo identificativo del Fährverkehr

## Rete
Vi sono 6 linee di traghetto (Fähre) che attraversano i fiumi e i laghi berlinesi nelle zone più periferiche, dove non vi sono ponti:
| Linea | Tracciato                                 | Durata | Cadenza   |
| ----- | ----------------------------------------- | ------ | --------- |
| F10   | S-Bahnhof Wannsee DB ↔ Alt-Kladow         | 20 min | 60 min    |
| F11   | Wilhelmstrand ↔ Baumschulenstraße         | 2 min  | 10/20 min |
| F12   | Müggelbergallee ↔ Wassersportallee        | 2 min  | 10/20 min |
| F21   | Krampenburg ↔ Große Krampe ↔ Zum Seeblick | 14 min | 60 min    |
| F23   | Müggelwerderweg ↔ Kruggasse               | 25 min | 60 min    |
| F24   | Spreewiesen ↔ Kruggasse                   | 5 min  | 60 min    |

Appartiene al quadro della rete anche una linea situata a Potsdam, gestita dalla ViP, contiguamente con la BVG:
| Linea | Tracciato                        | Durata | Cadenza |
| ----- | -------------------------------- | ------ | ------- |
| F1    | Hermannswerder ↔ Auf dem Kiewitt | 3 min  | 15 min  |

Fuori dal quadro della rete e dalla gestione BVG anche se unito tariffariamente, vi è anche un servizio di traghetto a fune (chiamato Steffi, gestito dalla Strausberger Eisenbahn) nella vicina città brandeburgica di Strausberg, che collega il suo centro storico con l'attigua foresta ad ovest del lago Straussee.

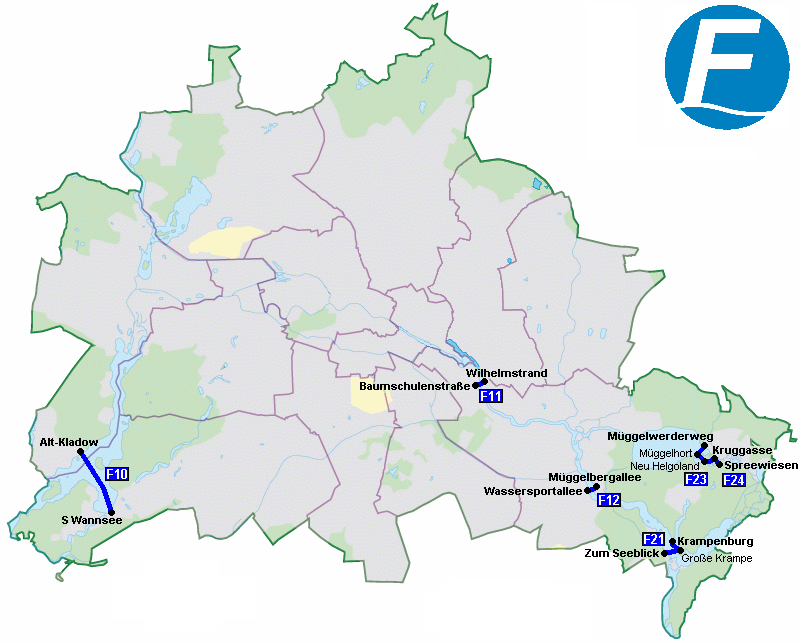
Ubicazione delle linee di traghetti della BVG

## Caratteristiche

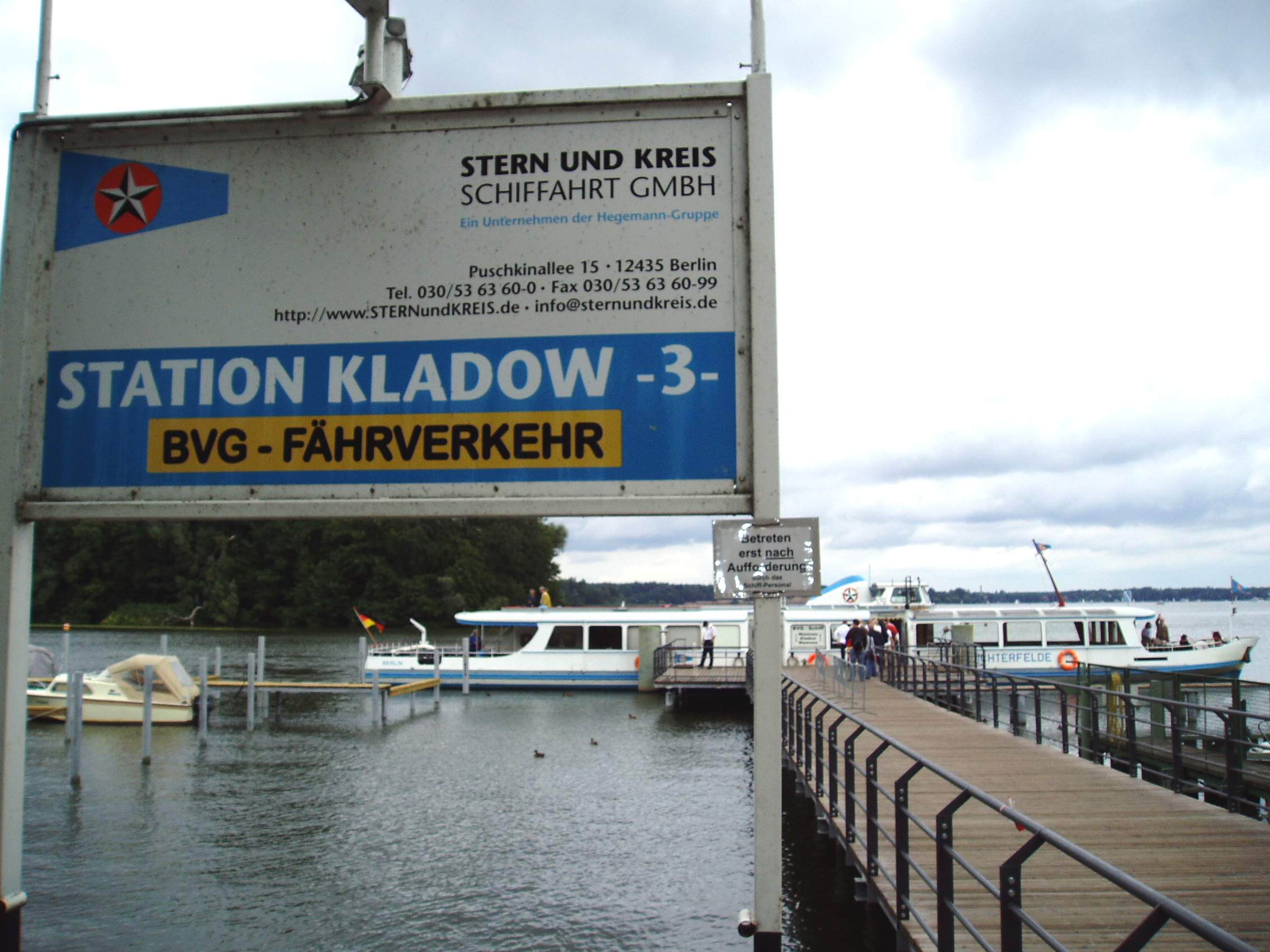
La fermata al molo di Kladow con un traghetto

La linea F10, la più lunga chilometricamente oltre che la più affollata, percorre la periferia sud-occidentale della capitale da Wannsee (Steglitz-Zehlendorf) a Kladow (Spandau) con corse a cadenza oraria.
Le altre linee percorrono la periferia sud-orientale, attorno al lago Müggelsee, nel distretto di Treptow-Köpenick. La frequenza delle corse varia dai 10 ai 30 minuti per le linee F11 ed F12 e di 60 minuti per le linee F21, F23 ed F24.
Le uniche linee a contare stazioni intermedie sono la F21 con Große Krampe e la F23 con Müggelhort e Neu Helgoland.
La linea F24 è l'unica servita da una semplice barca a remi, come avviene fin dall'attivazione della linea nel 1908; tale tipo d'imbarcazione viene utilizzato per motivi storici, in quanto la rotta nacque da un pescatore di Rahnsdorf.